# Crézières
Crézières era una comuna francesa situada en el departamento de Deux-Sèvres, en la región de Nueva Aquitania.
El 1° de enero de 2019 fue absorbida por Chef-Boutonne, que se convirtió en una comuna nueva, de acuerdo con un decreto de la prefectura de 9 de septiembre de 2018.

## Demografía
| 106 | 76 | 68 | 72 | 54 | 65 |
| Para los censos de 1962 a 1999 la población legal corresponde a la población sin duplicidades (Fuente: INSEE [Consultar]) |    |    |    |    |    |